# Урманица
Урманица (на сръбски: Урманица или Urmanica) е село в Югоизточна Сърбия, Пчински окръг, Град Враня, община Враня.

## География
Селото се намира в котловината Поляница, при вододела разделящ Поляница от съседната област Иногоща. Отстои на 29 км северно от окръжния и общински център Враня, на 6,6 км североизточно от село Смилевич, на 10 км източно от село Ушевце, на 7,3 км югоизточно от село Градня, на 5,2 км южно от село Стрешак и на 6 км западно от владичинханското село Равна Река.

## История
По време на Първата световна война селото е във военновременните граници на Царство България, като административно е част от Владишко-ханска околия на Врански окръг.

## Население
Според преброяването на населението от 2011 г. селото има 17 жители.

### Етнически състав
Данните за етническия състав на населението са от преброяването през 2002 г.
- сърби – 32 жители (100%)